# Reichshofratsagent
Ein Reichshofratsagent (auch Reichsagent) war der Vertreter meist mehrerer Reichsstände und Privatpersonen beim Reichshofrat.

## Geschichte

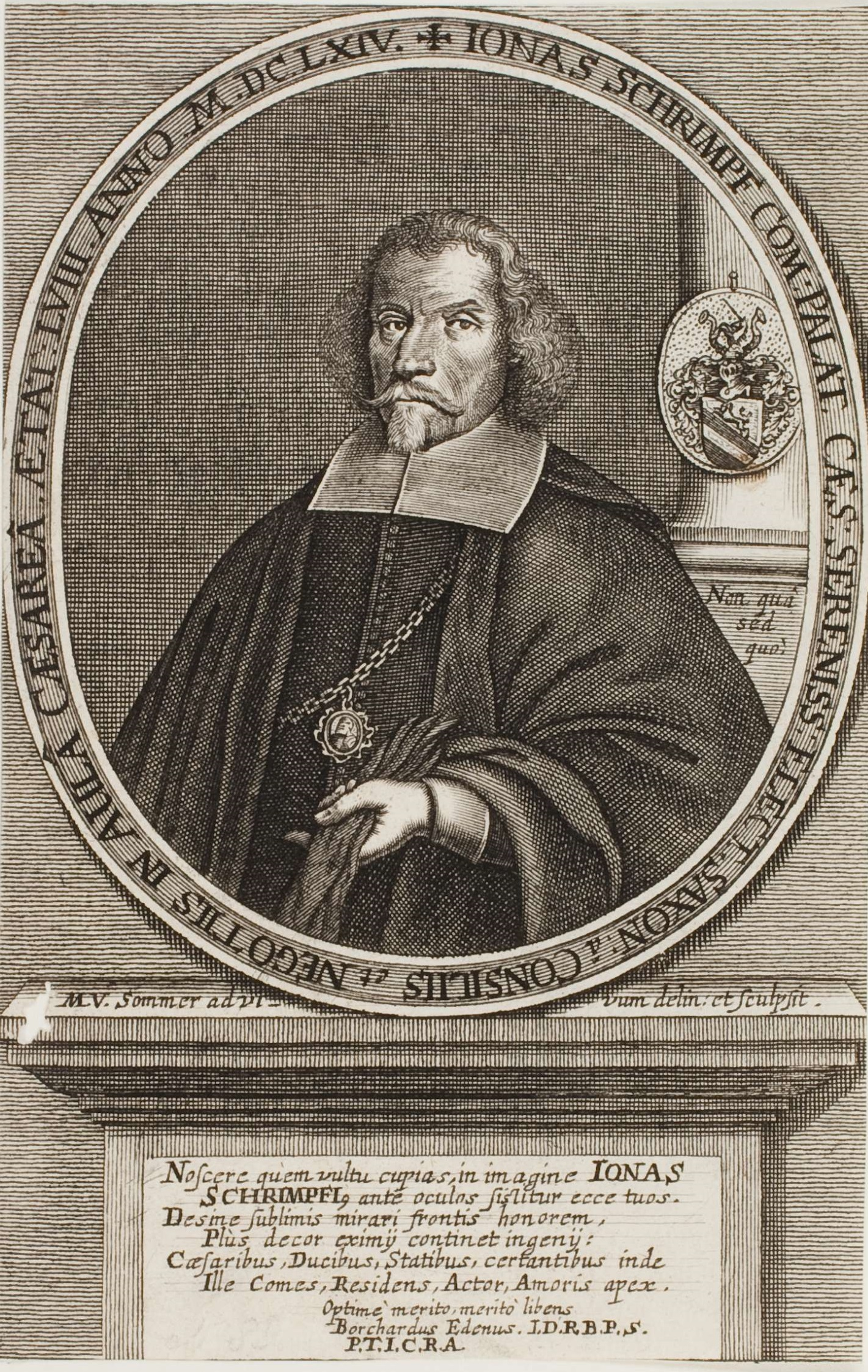
Reichshofratsagent Jonas Schrimpf (ca. 1605–1696)

Durch die Hofordnung Maximilians I. von 1498 wurde der Reichshofrat ins Leben gerufen. In der zweiten Hälfte des 16. Jahrhunderts traten die ersten Reichshofratsagenten auf, die die Interessenvertretung von Reichsständen und Privatpersonen am Kaiserhof und vor dem Reichshofrat übernahmen. Im Zeitraum von 1558 bis 1740 gab es jeweils nur 20 bis 30 zugelassene Reichshofratsagenten, die daher oft etwa 20 Auftraggeber vertraten. Die Mehrheit dieser Agenten war katholisch. Ihre Aufgaben waren vielfältig. Neben der Führung von Prozessen vor dem Reichshofrat vertraten sie ihre Auftraggeber auch in Lehensangelegenheiten und übernahmen diplomatische Aufgaben. Nächst den offiziellen Auftritten gehörten der Aufbau von Netzwerken und die informelle Kontaktaufnahme mit wichtigen Personen des Kaiserhofes zum Handwerk der Agenten. Hierzu gehörten auch Geschenke an die entscheidenden Personen, womit der Graubereich zur Korruption betreten wurde. Darüber hinaus wirkten die Agenten als Nachrichtendienst und zeitweise auch als Ankäufer von Kunst- und Luxusgütern für ihre Auftraggeber. Entsprechend dem Aufgabenspektrum waren Beziehungsnetz und Reputation bei Hofe die wichtigsten Kriterien der Stände für die Auswahl ihrer Agenten.
Wer Agent werden wollte, musste sich beim Präsidenten des Reichshofrates und dem Reichsvizekanzler bewerben und wurde dann einer Prüfung durch zwei Mitglieder des Reichshofrates unterzogen, wobei Herkunft, Leumund, Rechtskenntnisse und Rechtspraxis eine Rolle spielten. Ernannte Agenten mussten einen speziellen Eid ablegen und wurden in ein Register eingetragen.
Aber bereits die Zulassung zum Examen war eine hohe Hürde, die nur durch gute Beziehungen überwunden werden konnte.
Für dem Reichshofagenten wurde zumeist ein Einjahresvertrag unterzeichnet, wobei die Höhe des jährlichen Gehalts primär vom ständischen Rang und dem politischen Gewicht des Prinzipals abhing. Während mindermächtige Adelige ihren Agenten nur ein geringes jährliches Gehalt von etwa 20 Gulden bezahlten, vereinbarten Kurfürsten und Fürsten ein deutlich höheres Gehalt von 100 bis 300 Gulden. Das Gehalt wurde oftmals jedoch nur unvollständig und unregelmäßig ausbezahlt.
Vermögende Fürsten konnten sich oft mehrere Agenten leisten.
Die Agenten waren dann meist lebenslang tätig bzw. bis sie altershalber ihre Stellung aufgaben. Seit 1650 bildeten sich Agentenfamilien heraus, d. h. die Nachfolger kamen oft aus der Familie des bisherigen Agenten. Agenten gab es bis zum Ende des alten Reiches 1806.

## Bedeutung der Reichshofsagenten
Neben den Vorteilen für die Fürsten und mächtigen Stände des Reiches erhielten die vielen mindermächtige Adeligen und kleinen Stände durch die Reichshofagenten gerade erst die Möglichkeit, ihre Interessen am Kaiserhof in einen oft langwierigen Prozess vor dem kaiserlichen Höchstgericht zu vertreten. Für den niederen Adel war es aufgrund mangelnder Abkömmlichkeit schwer und kostspielig, sich über einen längeren Zeitraum in Wien bzw. Prag aufzuhalten. Auch verfügten sie nur über lückenhafte Kenntnisse über das Gerichtsverfahren am Reichshofrat und waren daher auf das Wissen ihrer Agenten angewiesen.

## Bekannte Reichshofagenten
- Johann Christian Herchenhahn
- Andreas Gottlieb von Fabrice[7]